# Gran Premio de Sakhir de 2020
El Gran Premio de Sakhir de 2020 (oficialmente Formula 1 Rolex Sakhir Grand Prix 2020) fue la decimosexta carrera de la temporada 2020 de Fórmula 1. Se disputó los días 4, 5 y 6 de diciembre en el circuito Internacional de Baréin, en Sakhir (Baréin). Fue la primera carrera de Fórmula 1 en la pista exterior de Baréin y la segunda consecutiva en dicho autódromo, tras el Gran Premio de Baréin la semana anterior en la pista tradicional. Fue la decimoséptima carrera disputada en el circuito.
Previo a la carrera hubo tres cambios de pilotos. George Russell, piloto de Williams, fue llamado por Mercedes para ocupar el asiento de Lewis Hamilton, quien había dado positivo de COVID-19 los días previos. El asiento de Russell lo ocupó Jack Aitken, e hizo su debut absoluto en Fórmula 1.  El piloto brasileño Pietro Fittipaldi también hizo su debut en la «máxima categoría», que reemplazó a Romain Grosjean en Haas tras un grave accidente que sufrió el francés en la carrera anterior.
Valtteri Bottas se quedó con la pole position para la carrera, seguido de Russell y Max Verstappen. La carrera de 87 vueltas la ganó el piloto de Racing Point, Sergio Pérez, quien consiguió su primer triunfo en la F1 y la única victoria de su equipo como constructor. Esteban Ocon terminó segundo para el equipo Renault y logró su primer podio personal, mientras que el compañero de Pérez, Lance Stroll, terminó tercero, lo que le dio a Racing Point su único doble podio. Pérez se convirtió en el primer piloto mexicano en ganar una carrera desde que Pedro Rodríguez de la Vega ganara el Gran Premio de Bélgica de 1970. Pérez, recuperándose de un trompo en la primera vuelta, ganó habiendo heredado el liderato en la vuelta 64 después de que Russell sufriera un error en su parada en boxes y un pinchazo mientras lideraba la carrera.

## Antecedentes
La mayoría de las carreras planeadas originalmente para la temporada 2020 se pospusieron o cancelaron debido a la pandemia de COVID-19. La Federación Internacional del Automóvil (FIA) elaboró un nuevo calendario para maximizar el número de carreras. En agosto de 2020, el Gran Premio de Sakhir se agregó al calendario, y se celebró una semana después del Gran Premio de Baréin en el mismo circuito. El GP se disputó a puertas cerradas, pero las autoridades locales dieron pases de invitado a los trabajadores de salud y a sus familias para que asistieran en reconocimiento a sus esfuerzos durante la pandemia de COVID-19 en Baréin.

### Trazado del circuito
El Gran Premio utilizó la pista exterior del circuito, la primera carrera de Fórmula 1 que se celebró en este trazado. Con una longitud 3,543 kilómetros, es más corta que la tradicional de 5,412 km, que se había utilizado la semana anterior. La carrera tuvo un total de 87 vueltas para exceder la distancia de carrera de 305 km exigida por el reglamento. Los tiempos de vuelta en todas las sesiones fueron inferiores a un minuto. El último Gran Premio en el que se establecieron tiempos de vuelta menores a un minuto fue el de Francia en 1974, disputado en Dijon-Prenois.
El piloto de McLaren, Lando Norris, comparó la naturaleza de alta velocidad del trazado con el circuito de Thruxton del Reino Unido, mientras que el piloto habitual de Williams, George Russell, dijo que esperaba que el trazado fuera «loco». Daniel Ricciardo, del equipo Renault, expresó su esperanza de que el circuito brindara buenas oportunidades de adelantamiento, y Carlos Sainz Jr. de McLaren sugirió que elegir la configuración correcta; particularmente los niveles de carga aerodinámica, sería difícil. Otros pilotos manifestaron su descontento con el trazado tras disputar los entrenamientos libres del viernes. Tanto Sainz como Max Verstappen temían posibles problemas de seguridad durante la primera y segunda sesión clasificatoria, con la alta probabilidad de que los monoplazas estuvieran muy cerca en la pista debido a la corta distancia de vuelta y las posibles discrepancias en las velocidades de cierre entre los coches. En la primera parte de la clasificación, Sainz dijo que el trazado «estaba a punto de ser peligroso» e instó a la FIA a tomar medidas. Verstappen describió el diseño como el «menos emocionante», mientras que Sebastian Vettel lo calificó como «demasiado corto». Charles Leclerc, compañero de Vettel en Ferrari, dijo que el circuito le recordaba sus días en el karting. A pesar de las preocupaciones de los pilotos de que el tiempo de vuelta excepcionalmente corto cree problemas de tráfico en la clasificación, la FIA confirmó que no relajarían las reglas del deporte sobre obstaculizar durante la clasificación y que aún se impondrían sanciones a cualquier piloto declarado culpable de bloquear a un rival.

### Lista de escuderías y pilotos

#### Cambios de pilotos
El brasileño Pietro Fittipaldi, nieto del dos veces campeón de Fórmula 1, Emerson Fittipaldi, debutó en la «máxima categoría» con la escudería Haas F1 Team en sustitución de Romain Grosjean, luego del fuerte accidente que sufrió el francés en el Gran Premio anterior. Se convirtió en el cuarto miembro de la familia Fittipaldi en correr en F1 y es récord en la categoría, ya que es el clan familiar con mayor cantidad de integrantes en participar de un Gran Premio.
Lewis Hamilton se vio obligado a perderse el Gran Premio tras dar positivo en el test de COVID-19. George Russell, piloto de Williams, ocupó su asiento. Jack Aitken, piloto del Campeonato de Fórmula 2 de la FIA, ocupó el asiento de Russell en el Williams FW43 y fue su debut en la Fórmula 1.
| Escudería                              | N.º | Pilotos            |
| -------------------------------------- | --- | ------------------ |
| Mercedes-AMG Petronas Formula One Team | 63  | George Russell     |
| Mercedes-AMG Petronas Formula One Team | 77  | Valtteri Bottas    |
| Scuderia Ferrari                       | 5   | Sebastian Vettel   |
| Scuderia Ferrari                       | 16  | Charles Leclerc    |
| Aston Martin Red Bull Racing           | 23  | Alexander Albon    |
| Aston Martin Red Bull Racing           | 33  | Max Verstappen     |
| McLaren F1 Team                        | 4   | Lando Norris       |
| McLaren F1 Team                        | 55  | Carlos Sainz Jr.   |
| Renault DP World F1 Team               | 3   | Daniel Ricciardo   |
| Renault DP World F1 Team               | 31  | Esteban Ocon       |
| Scuderia AlphaTauri Honda              | 10  | Pierre Gasly       |
| Scuderia AlphaTauri Honda              | 26  | Daniil Kvyat       |
| BWT Racing Point F1 Team               | 11  | Sergio Pérez       |
| BWT Racing Point F1 Team               | 18  | Lance Stroll       |
| Alfa Romeo Racing ORLEN                | 7   | Kimi Räikkönen     |
| Alfa Romeo Racing ORLEN                | 99  | Antonio Giovinazzi |
| Haas F1 Team                           | 20  | Kevin Magnussen    |
| Haas F1 Team                           | 51  | Pietro Fittipaldi  |
| Williams Racing                        | 6   | Nicholas Latifi    |
| Williams Racing                        | 89  | Jack Aitken        |
| Fuente:                                |     |                    |

### Campeonato
En el Campeonato de Pilotos, Hamilton ya coronado campeón, llegó primero a la prueba con 332 puntos, lo sigue su compañero Valtteri Bottas con 201 y Max Verstappen con 189 unidades. Daniel Ricciardo llegó cuarto con 102 y Sergio Pérez (100) quinto con dos puntos menos que el australiano. Por el lado del Campeonato de Constructores, el líder es Mercedes con 533 puntos, seguido de Red Bull con 274. McLaren llegó tercero con 171, Racing Point (154) le sacó diez puntos de diferencia a Renault (144), que cerró el top 5.

## Neumáticos
| Nombre del compuesto | Color | Color | Banda de rodadura     | Condiciones del tiempo | Tipo del compuesto | Adherencia | Durabilidad |
| -------------------- | ----- | ----- | --------------------- | ---------------------- | ------------------ | ---------- | ----------- |
| Duro C1              | H     |       | Slick (Liso) (P Zero) | Seco                   | Obligatorio        | Baja       | Alta        |
| Medio C2             | M     |       | Slick (Liso) (P Zero) | Seco                   | Obligatorio        | Media      | Media       |
| Blando C3            | S     |       | Slick (Liso) (P Zero) | Seco                   | Optativo           | Alta       | Baja        |

### Tipos de neumáticos
| Tipo  | Duro | Duro | Medio | Medio | Blando | Blando | Intermedios | Intermedios | De lluvia | De lluvia |
| ----- | ---- | ---- | ----- | ----- | ------ | ------ | ----------- | ----------- | --------- | --------- |
| Nuevo | H    |      | M     |       | S      |        | I           |             | W         |           |
| Usado | H    |      | M     |       | S      |        | I           |             | W         |           |

## Entrenamientos libres
En su primer día como piloto de Mercedes, George Russell fue el más rápido en la primera tanda de entrenamientos libres con un tiempo de 54.546. El británico completó 49 vueltas, quedando delante de Max Verstappen —a menos de dos décimas—, mientras que su compañero, Alexander Albon, terminó tercero. Valtteri Bottas, compañero de Russell en la escudería alemana, finalizó cuarto, centrando más su trabajo en encontrar estabilidad para la carrera. Los dos pilotos de AlphaTauri terminaron quinto y sexto, a pesar de que uno de los espejos retrovisores del monoplaza de Pierre Gasly falló, hasta el punto de que el francés se vio obligado a regresar a boxes, sosteniendo el espejo dañado con la mano.
Russell volvió a ser el más rápido en la segunda sesión, con un tiempo ligeramente superior al de la sesión anterior. Verstappen fue nuevamente el segundo piloto más rápido, mientras que Sergio Pérez, del equipo Racing Point, se quedó con el tercer lugar. Bottas, quien había establecido el cuarto mejor tiempo, fue degradado a la undécima posición por haber excedido los límites de la pista en la curva 8. Varios pilotos tuvieron inconvenientes durante la sesión, Gasly recibió un impacto de piedra en una de sus manos, Carlos Sainz Jr. sufrió problemas con la caja de cambios de su McLaren MCL35, mientras que su compañero Lando Norris, sólo pudo completar unas pocas vueltas, ya que el piso de su monoplaza resultó dañado. Los dos pilotos de Ferrari también tuvieron problemas técnicos. Charles Leclerc completó sólo dos vueltas debido a una rotura de semieje, mientras que Sebastian Vettel no tuvo buen equilibrio con el SF1000, hasta el punto de ser realizar varios trompos.
Antes de la tercera sesión del día sábado, los mecánicos de Haas F1 Team se vieron obligados a sustituir varios componentes de la unidad de potencia del VF-20 de Pietro Fittipaldi. Por ese motivo el piloto brasileño sería penalizado con 15 posiciones en la grilla de partida. Verstappen estableció el mejor tiempo de la tanda (54.064), logrando el mejor rendimiento general de los entrenamientos libres con neumáticos blandos. El neerlandés precedió a Bottas, que marcó su tiempo al principio de la sesión (54.270), cuando la pista aún no estaba en condiciones. Gasly, en tercer lugar, confirmó las buenas sensaciones de su equipo en la pista. Russell logró el séptimo tiempo, mejorando sus tiempos del viernes, pero la corta longitud de la pista hizo que las diferencias entre los pilotos sean muy limitadas, hasta el punto de que Vettel, decimoquinto, esté a menos de ocho décimas del tiempo de Verstappen. La sesión del alemán se vio interrumpida antes de tiempo por un problema en la unidad de potencia, que obligó a su equipo a sustituir este componente.

### Primeros libres
Resultados
| Pos. | N.º | Piloto          | Equipo/Motor     | Mejor tiempo | Diferencia | Compuesto | Vueltas |
| ---- | --- | --------------- | ---------------- | ------------ | ---------- | --------- | ------- |
| 1    | 63  | George Russell  | Mercedes         | 54.546       | —          | S         | 49      |
| 2    | 33  | Max Verstappen  | Red Bull-Honda   | 54.722       | +0.176     | S         | 29      |
| 3    | 23  | Alexander Albon | Red Bull-Honda   | 54.811       | +0.265     | S         | 18      |
| 4    | 77  | Valtteri Bottas | Mercedes         | 54.868       | +0.322     | S         | 44      |
| 5    | 26  | Daniil Kvyat    | AlphaTauri-Honda | 55.011       | +0.465     | S         | 40      |

Fuente: Fórmula 1.

### Segundos libres
Resultados
| Pos. | N.º | Piloto          | Equipo/Motor              | Mejor tiempo | Diferencia | Compuesto | Vueltas |
| ---- | --- | --------------- | ------------------------- | ------------ | ---------- | --------- | ------- |
| 1    | 63  | George Russell  | Mercedes                  | 54.713       | —          | S         | 48      |
| 2    | 33  | Max Verstappen  | Red Bull-Honda            | 54.841       | +0.128     | S         | 43      |
| 3    | 11  | Sergio Pérez    | Racing Point-BWT Mercedes | 54.866       | +0.153     | S         | 52      |
| 4    | 31  | Esteban Ocon    | Renault                   | 54.940       | +0.227     | S         | 50      |
| 5    | 23  | Alexander Albon | Red Bull-Honda            | 55.036       | +0.323     | S         | 42      |

Fuente: Fórmula 1.

### Terceros libres
Resultados
| Pos. | N.º | Piloto          | Equipo/Motor     | Mejor tiempo | Diferencia | Compuesto | Vueltas |
| ---- | --- | --------------- | ---------------- | ------------ | ---------- | --------- | ------- |
| 1    | 33  | Max Verstappen  | Red Bull-Honda   | 54.064       | —          | S         | 23      |
| 2    | 77  | Valtteri Bottas | Mercedes         | 54.270       | +0.206     | S         | 20      |
| 3    | 10  | Pierre Gasly    | AlphaTauri-Honda | 54.427       | +0.363     | S         | 24      |
| 4    | 31  | Esteban Ocon    | Renault          | 54.453       | +0.389     | S         | 21      |
| 5    | 4   | Lando Norris    | McLaren-Renault  | 54.606       | +0.542     | S         | 15      |

Fuente: Fórmula 1.

## Clasificación
Los primeros pilotos que salieron a la pista fueron los de Haas, Pietro Fittipaldi estableció un tiempo de 55.884, que luego fue mejorado por Kevin Magnussen a 55.464. El piloto de McLaren, Carlos Sainz Jr., se ubicó en la primera posición con un tiempo de 55.334 luego de haber bloqueado los neumáticos en la curva 4. Posteriormente, Valtteri Bottas, utilizando compuestos medios, le arrebató a Sainz el primer puesto, y luego se lo quedó Sergio Pérez con un tiempo de 54.267. Más tarde, Max Verstappen, se ubicó primero, dos décimas delante del mexicano. En los últimos minutos de la primera sesión, Bottas logró nuevamente el mejor tiempo, delante de Verstappen y George Russell. Los pilotos eliminados en la Q1 fueron Magnussen, Nicholas Latifi, Jack Aitken, Kimi Räikkönen y Fittipaldi.
En la segunda sesión clasificatoria, Sainz fue el primero en salir y estableció un tiempo de 54.514, que fue luego mejorado por Pierre Gasly. Bottas, con neumáticos medios, se ubicó primero con un tiempo de 53.803, 16 milésimas más rápido que Russell. Posteriormente, Pérez se ubicó primero y Sainz tercero con Bottas en medio. Más tarde, Verstappen con compuestos blandos, marcó un tiempo de 53.647 y se ubicó en la primera colocación. Los corredores que no pudieron pasar a la Q3 fueron Esteban Ocon, Alexander Albon, Sebastian Vettel, Antonio Giovinazzi y Lando Norris.
Bottas, Russell y Gasly fueron los primeros pilotos en salir a la pista para hacer sus vueltas rápidas. Verstappen logró un tiempo de 53.591 y se ubicó primero. Charles Leclerc se ubicó segundo detrás del neerlandés, aunque el monegasco no tenía más compuestos nuevos y debió terminar la sesión. Los pilotos de Mercedes cambiaron sus compuestos y se ubicaron primero y segundo, dejando a más de dos décimas a Verstappen. Finalmente Bottas se quedó con la primera posición, a solo 0.026 segundos de Russell, que superó a Verstappen por 0.030 segundos.

### Después de la clasificación

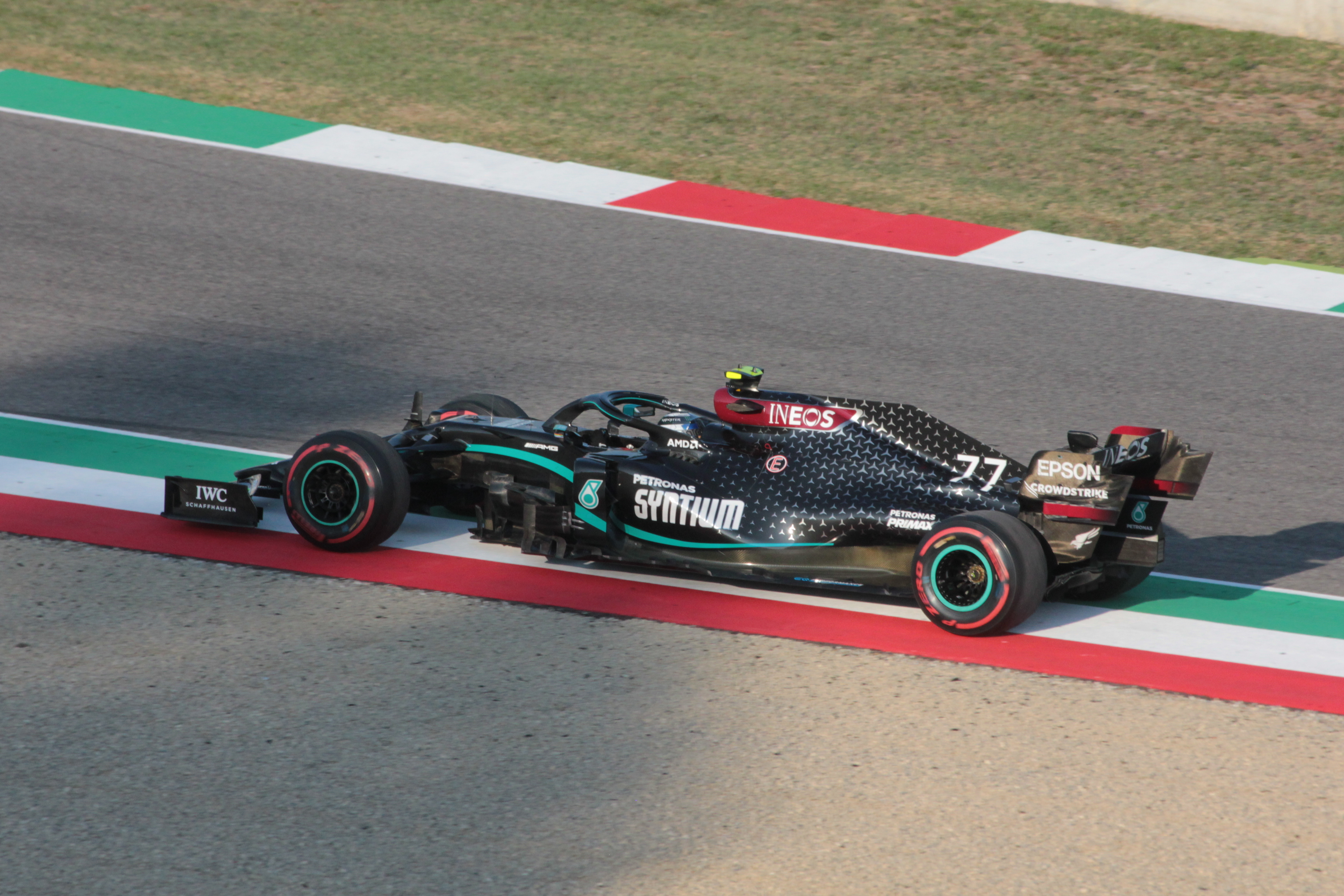
Valtteri Bottas (en el Gran Premio de la Toscana) logró su quinta y última pole position de la temporada 2020.

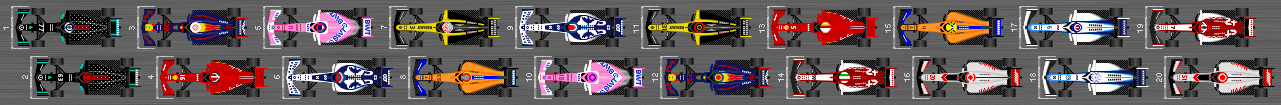
Clasificación final para la carrera.

Con este resultado, Mercedes marcó un nuevo 1-2 en la temporada, con Bottas delante y Russell, en su primer ingreso a Q3, en segunda colocación. La vuelta de Bottas es la más corta en la historia del campeonato mundial, superando el tiempo obtenido por Niki Lauda en la clasificación del GP de Francia de 1974: 58.79.
Posteriormente a la clasificación, Fittipaldi y Norris penalizaron con cinco posiciones en la grilla de salida por exceder la cuota de elementos de unidad de potencia. El británico cayó al 19.º puesto y el brasileño mantuvo su último puesto.
Resultados
| Pos. | N.º | Piloto             | Equipo/Motor              | Parte 1 | Parte 2 | Parte 3 | Parrilla |
| ---- | --- | ------------------ | ------------------------- | ------- | ------- | ------- | -------- |
| 1    | 77  | Valtteri Bottas    | Mercedes                  | 53.904  | 53.803  | 53.377  | 1        |
| 2    | 63  | George Russell     | Mercedes                  | 54.160  | 53.819  | 53.403  | 2        |
| 3    | 33  | Max Verstappen     | Red Bull-Honda            | 54.037  | 53.647  | 53.433  | 3        |
| 4    | 16  | Charles Leclerc    | Ferrari                   | 54.249  | 53.825  | 53.613  | 4        |
| 5    | 11  | Sergio Pérez       | Racing Point-BWT Mercedes | 54.236  | 53.787  | 53.790  | 5        |
| 6    | 26  | Daniil Kvyat       | AlphaTauri-Honda          | 54.346  | 53.856  | 53.906  | 6        |
| 7    | 3   | Daniel Ricciardo   | Renault                   | 54.388  | 53.871  | 53.957  | 7        |
| 8    | 55  | Carlos Sainz Jr.   | McLaren-Renault           | 54.450  | 53.818  | 54.010  | 8        |
| 9    | 10  | Pierre Gasly       | AlphaTauri-Honda          | 54.207  | 53.941  | 54.154  | 9        |
| 10   | 18  | Lance Stroll       | Racing Point-BWT Mercedes | 54.595  | 53.840  | 54.200  | 10       |
| 11   | 31  | Esteban Ocon       | Renault                   | 54.309  | 53.995  |         | 11       |
| 12   | 23  | Alexander Albon    | Red Bull-Honda            | 54.620  | 54.026  |         | 12       |
| 13   | 5   | Sebastian Vettel   | Ferrari                   | 54.301  | 54.175  |         | 13       |
| 14   | 99  | Antonio Giovinazzi | Alfa Romeo-Ferrari        | 54.523  | 54.377  |         | 14       |
| 15   | 4   | Lando Norris       | McLaren-Renault           | 54.194  | 54.693  |         | 19*      |
| 16   | 20  | Kevin Magnussen    | Haas-Ferrari              | 54.705  |         |         | 15       |
| 17   | 6   | Nicholas Latifi    | Williams-Mercedes         | 54.796  |         |         | 16       |
| 18   | 89  | Jack Aitken        | Williams-Mercedes         | 54.892  |         |         | 17       |
| 19   | 7   | Kimi Räikkönen     | Alfa Romeo-Ferrari        | 54.963  |         |         | 18       |
| 20   | 51  | Pietro Fittipaldi  | Haas-Ferrari              | 55.426  |         |         | 20*      |

Fuente: Fórmula 1.

## Carrera
George Russell tomó la punta de la carrera en las primeras curvas, adelantando a su compañero Bottas. En la curva cuatro, Charles Leclerc chocó a Sergio Pérez y provocó su propio abandono y el de Max Verstappen (el monegasco fue sancionado por esta maniobra con tres puestos en la grilla de la siguiente carrera). Pérez debió entrar a boxes y quedó último. Con la salida del auto de seguridad, los Mercedes lideraban la carrera y Carlos Sainz era tercero. Sainz se colocó temporalmente adelante de Bottas. Para la vuelta 20, Pérez ya estaba dentro del top 10.
En la vuelta 44, ambos Mercedes lideraban sin aún parar, Pérez era tercero con los neumáticos medios que colocó en la primera vuelta y Alexander Albon cuarto sin haber parado. En la vuelta siguiente, paró Russell y cuatro más tarde lo hizo Bottas, quien salió a ocho segundos del británico. En la vuelta 55, el Williams de Nicholas Latifi tuvo una falla y el canadiense debió retirarse, lo que provocó la salida del auto de seguridad nuevamente. En el final de este, Sainz y Daniel Ricciardo pararon en boxes, perdiendo varios puestos. Poco después, en la vuelta 64, salió un nuevo safety car por el incidente del debutante Jack Aitken, quien se despistó en la salida de la curva 10 y debió entrar para cambiar su alerón delantero. En ese momento, Russell, Bottas y Pérez eran los tres primeros.
Mercedes llamó a pits a sus dos pilotos para un double stack y, tras una confusión del equipo con los neumáticos, tanto Russell como Bottas se vieron perjudicados. En el reinicio (vuelta 69), Pérez se alejó de sus seguidores inmediatos: Esteban Ocon y Lance Stroll. Russell adelantó a Bottas (quien comenzó a perder ritmo), Stroll y Ocon para quedar segundo. El británico recortaba tiempo al líder en cada vuelta, hasta que en el giro 79 el equipo lo llamó debido a una pinchadura en el neumático trasero izquierdo.
Sergio Pérez lideró las últimas 24 vueltas de la carrera y logró su primera victoria en la Fórmula 1; la tercera de un piloto mexicano desde que Pedro Rodríguez se quedara con el triunfo en el GP de Bélgica de 1970. El promedio de velocidad del ganador fue de 202,513 km/h. Ocon logró su primer podio en la categoría y Stroll cerró un doble podio para Racing Point. En tanto, la escudería británica también logró su primer triunfo en F1 y su primer doble podio.
Horas más tarde, el equipo Mercedes recibió una multa de €20 000 euros por la confusión con los neumáticos de Russell.

### Después de la carrera

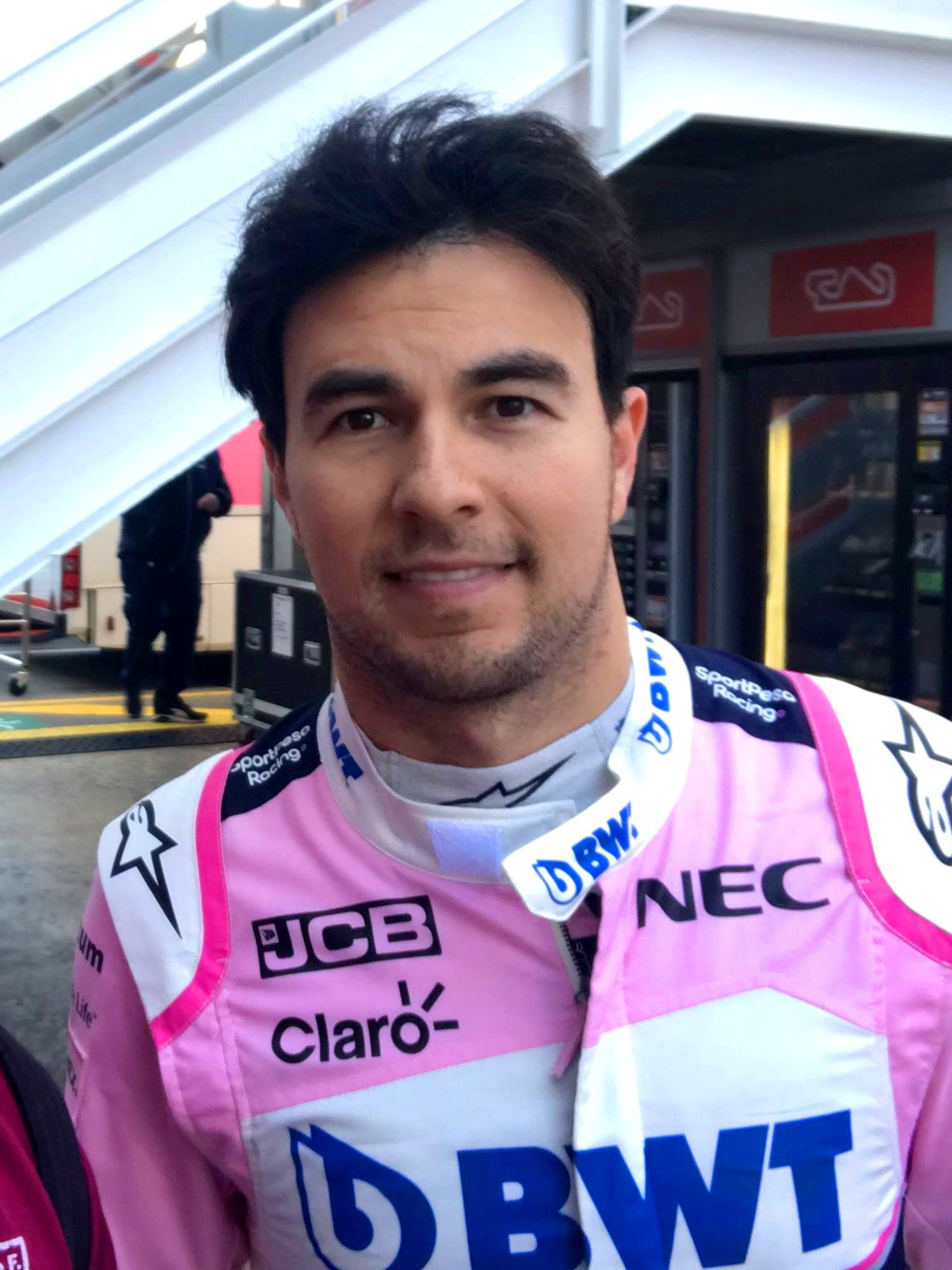
Sergio Pérez (fotografiado en 2019) logró su primera victoria en la Fórmula 1 tras quedar último en la vuelta 1.

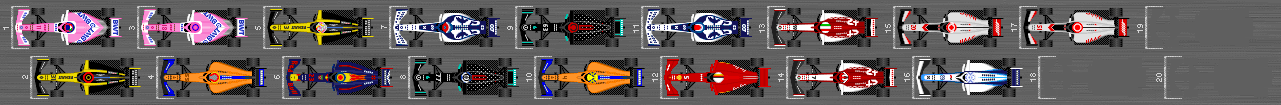
Resultados de la carrera del GP de Sakhir de 2020.

El compañero de Pérez, Lance Stroll dijo que «una parte suya estaba decepcionada» por no poder haber ganado la carrera. El canadiense declaró:

Fue una carrera increíble para el equipo. Una parte de mí está un poco decepcionada porque creo que podría haber ganado la carrera. Fui un poco profundo en mi salida de boxes después de mi detención y Esteban logró pasarme y luego simplemente no tuve ritmo para adelantarlo.

El piloto de Renault, Ocon, dijo que ha «sido una sensación fantástica estar en el podio» en una temporada difícil y que se había «puesto a llorar tras lograr el segundo lugar y que estaba orgulloso de reconocerlo».
Russell cuestionó el desempeño de Pérez y sintió que tenía el ritmo suficiente para ganar. El británico también sorprendió a Mercedes con la forma en que hizo frente a la presión del fin de semana en general, mientras que el equipo habitual de Russell, Williams, admitió que se perdieron sus comentarios durante el fin de semana. El bajo desempeño de Valtteri Bottas en comparación con Russell generó críticas tanto de la prensa como de los miembros de Mercedes. Posteriormente, la escudería de las «flechas plateadas» afirmó que las confusiones en las paradas en boxes se atribuyeron a una falla en la radio.
Daniel Ricciardo declaró que quedó frustrado después de sentir que Renault le diera a Racing Point la oportunidad de ganar con errores estratégicos.
El tiempo de vuelta rápida de Russell (55.404), representa el récord absoluto de la vuelta más rápida en carrera en la historia de la Fórmula 1, superando el tiempo establecido por Jody Scheckter en el Gran Premio de Francia de 1974. A pesar de no poder haber ganado, el británico fue elegido «Piloto del Día» por su actuación con Mercedes y por haber sumado sus primeros puntos en la «máxima categoría». Alexander Albon logró el mejor tiempo en las paradas en boxes con un tiempo de 1.90.
Tras la carrera, tanto Bottas como Verstappen conservaron el segundo y tercer lugar en el Campeonato de Pilotos con 205 y 189 puntos respectivamente, detrás del ausente Lewis Hamilton, ya campeón de la temporada. Los 25 puntos que logró Pérez lo ubicaron en la cuarta posición con 125 unidades, superando a Ricciardo (112). Mientras que en el Campeonato de Constructores, Mercedes logró 540 puntos y mantuvo el liderato al ser el campeón actual, lo sigue Red Bull con 282, que aseguró el subcampeonato. Racing Point subió al tercer lugar y le sacó diez puntos de diferencia a McLaren, y Renault cerró los cinco primeros lugares con 172 unidades.
Resultados
| Pos. | N.º | Piloto             | Equipo/Motor              | Vueltas | Tiempo/Retirado   | Parrilla | Puntos |
| ---- | --- | ------------------ | ------------------------- | ------- | ----------------- | -------- | ------ |
| 1    | 11  | Sergio Pérez       | Racing Point-BWT Mercedes | 87      | 1:31.15.114       | 5        | 25     |
| 2    | 31  | Esteban Ocon       | Renault                   | 87      | +10.518           | 11       | 18     |
| 3    | 18  | Lance Stroll       | Racing Point-BWT Mercedes | 87      | +11.869           | 10       | 15     |
| 4    | 55  | Carlos Sainz Jr.   | McLaren-Renault           | 87      | +12.580           | 8        | 12     |
| 5    | 3   | Daniel Ricciardo   | Renault                   | 87      | +13.330           | 7        | 10     |
| 6    | 23  | Alexander Albon    | Red Bull-Honda            | 87      | +13.842           | 12       | 8      |
| 7    | 26  | Daniil Kvyat       | AlphaTauri-Honda          | 87      | +14.534           | 6        | 6      |
| 8    | 77  | Valtteri Bottas    | Mercedes                  | 87      | +15.389           | 1        | 4      |
| 9    | 63  | George Russell     | Mercedes                  | 87      | +18.556           | 2        | 2+1    |
| 10   | 4   | Lando Norris       | McLaren-Renault           | 87      | +19.541           | 19       | 1      |
| 11   | 10  | Pierre Gasly       | AlphaTauri-Honda          | 87      | +20.527           | 9        |        |
| 12   | 5   | Sebastian Vettel   | Ferrari                   | 87      | +22.611           | 13       |        |
| 13   | 99  | Antonio Giovinazzi | Alfa Romeo-Ferrari        | 87      | +24.111           | 14       |        |
| 14   | 7   | Kimi Räikkönen     | Alfa Romeo-Ferrari        | 87      | +26.153           | 18       |        |
| 15   | 20  | Kevin Magnussen    | Haas-Ferrari              | 87      | +32.370           | 15       |        |
| 16   | 89  | Jack Aitken        | Williams-Mercedes         | 87      | +33.674           | 17       |        |
| 17   | 51  | Pietro Fittipaldi  | Haas-Ferrari              | 87      | +36.858           | 20       |        |
| Ret  | 6   | Nicholas Latifi    | Williams-Mercedes         | 54      | Pérdida de aceite | 16       |        |
| Ret  | 33  | Max Verstappen     | Red Bull-Honda            | 0       | Colisión          | 3        |        |
| Ret  | 16  | Charles Leclerc    | Ferrari                   | 0       | Colisión          | 4        |        |

Fuente: Fórmula 1.

## Clasificación tras la carrera
| Pos.    | Piloto           | Puntos | Cambios       |
| ------- | ---------------- | ------ | ------------- |
| 1       | Lewis Hamilton   | 332    | Sin cambios   |
| 2       | Valtteri Bottas  | 205    | Sin cambios   |
| 3       | Max Verstappen   | 189    | Sin cambios   |
| 4       | Sergio Pérez     | 125    | Crecimiento   |
| 5       | Daniel Ricciardo | 112    | Decrecimiento |
| Fuente: |                  |        |               |

| Pos.    | Constructor               | Puntos | Cambios       |
| ------- | ------------------------- | ------ | ------------- |
| 1       | Mercedes                  | 540    | Sin cambios   |
| 2       | Red Bull-Honda            | 282    | Sin cambios   |
| 3       | Racing Point-BWT Mercedes | 194    | Crecimiento   |
| 4       | McLaren-Renault           | 184    | Decrecimiento |
| 5       | Renault                   | 172    | Sin cambios   |
| Fuente: |                           |        |               |

### Citas
1. 1 2  «Formula 1 Rolex Sakhir Grand Prix 2020». Fórmula 1 (en inglés). Formula One World Championship Limited. Consultado el 30 de noviembre de 2020.
2. ↑  Autocosmos (4 de diciembre de 2020). «F1 2020: la previa del Gran Premio de Sakhir». Autocosmos. Consultado el 7 de diciembre de 2020.
3. ↑  «Sakhir • STATS F1». STATS F1. Consultado el 3 de septiembre de 2021.
4. ↑  «George Russell sustituirá a Hamilton en Mercedes en el GP de Sakhir». El Español. 2 de diciembre de 2020. Consultado el 5 de noviembre de 2024.
5. ↑  «Officiel : Jack Aitken remplace George Russell chez Williams à Sakhir». F1 Only (en francés). 2 de diciembre de 2020. Consultado el 5 de noviembre de 2024.
6. ↑  «Haas reserve driver Pietro Fittipaldi to replace injured Grosjean for Sakhir Grand Prix». Fórmula 1 (en inglés). Formula One World Championship Limited. 30 de noviembre de 2020. Consultado el 5 de noviembre de 2024.
7. 1 2  «Russell misses out on maiden Mercedes pole by 0.02s as Bottas stamps his authority in Sakhir». Fórmula 1 (en inglés). Formula One World Championship Limited. 2 de diciembre de 2020. Consultado el 3 de septiembre de 2021.
8. ↑  MDZ Deportes (6 de diciembre de 2020). «¡Histórico! Checo Pérez ganó su primera carrera en Fórmula 1». MDZ Online. Consultado el 6 de diciembre de 2020.
9. ↑  «Sergio Perez: Racing Point driver determined to prolong his F1 career after Sakhir GP win». BBC Sport (en inglés). 6 de diciembre de 2020. Consultado el 5 de noviembre de 2024.
10. ↑  Smith, Luke (7 de diciembre de 2020). «10 things we learned from the 2020 Sakhir Grand Prix». Autosport (en inglés). Motorsport Network. Consultado el 5 de noviembre de 2024.
11. ↑  «Sergio Pérez wins Sakhir F1 GP after pit error robs George Russell». The Guardian (en inglés). 6 de diciembre de 2020. Consultado el 5 de noviembre de 2024.
12. ↑  «Perez takes maiden F1 win in Sakhir after heartbreak for super-sub Russell». Reuters (en inglés). 6 de diciembre de 2020. Archivado desde el original el 6 de diciembre de 2020. Consultado el 5 de noviembre de 2024.
13. ↑  Galloway, James (25 de agosto de 2020). «F1 confirms final 2020 races with Turkey return and Bahrain double». Sky Sports (en inglés). Consultado el 2 de mayo de 2021.
14. ↑  Benson, Andrew (7 de noviembre de 2020). «Bahrain GP: Spectators to be limited to frontline health workers». BBC (en inglés). Consultado el 2 de mayo de 2021.
15. ↑  «Sakhir • STATS F1». STATS F1. Consultado el 6 de abril de 2024.
16. ↑  «2020 FORMULA ONE SPORTING REGULATIONS» (PDF). Fédération Internationale de l'Automobile (en inglés). 4 de noviembre de 2020. p. 3. Consultado el 6 de abril de 2024.
17. ↑  Takle, Abshihek (4 de diciembre de 2020). «Hamilton stand-in Russell sets practice pace on Mercedes debut». Reuters (en inglés). Archivado desde el original el 4 de diciembre de 2020. Consultado el 6 de abril de 2024.
18. ↑  «F1 to use Bahrain’s ‘outer track’ for Sakhir Grand Prix, sub-60s laps expected». Fórmula 1 (en inglés). Formula One World Championship Limited. 28 de agosto de 2020. Consultado el 6 de abril de 2024.
19. ↑  «The 46-year-old F1 record the Sakhir GP is set to smash». Autosport (en inglés). Motorsport Network. 28 de agosto de 2020. Archivado desde el original el 18 de septiembre de 2020. Consultado el 6 de abril de 2024.
20. 1 2  «DRIVERS PREPARE FOR BAHRAIN’S “BONKERS” OUTER CIRCUIT». Motorsport (en inglés). Motorsport Network. 25 de noviembre de 2020. Consultado el 6 de abril de 2024.
21. ↑  «Sainz: Bahrain F1 outer loop circuit "on the limit of dangerous"». Autosport (en inglés). Motorsport Network. 4 de diciembre de 2020. Consultado el 6 de abril de 2024.
22. ↑  «Max declares Outer Circuit ‘not the most exciting’». PlanetF1 (en inglés). 4 de diciembre de 2020. Consultado el 6 de abril de 2024.
23. ↑  «Vettel brands the Outer Circuit ‘too short’». PlanetF1 (en inglés). 4 de diciembre de 2020. Consultado el 6 de abril de 2024.
24. ↑  «Outer Circuit reminds Leclerc of karting days». PlanetF1 (en inglés). 4 de diciembre de 2020. Consultado el 6 de abril de 2024.
25. ↑  «Masi: No leeway on impeding rules for F1 Sakhir Grand Prix». Autosport (en inglés). Motorsport Network. 3 de diciembre de 2020. Consultado el 6 de abril de 2024.
26. ↑  «Pietro Fittipaldi, nieto de una leyenda de la Fórmula 1, reemplazará a Romain Grosjean en el Gran Premio de Sakhir». Clarín. 30 de noviembre de 2020. Consultado el 30 de noviembre de 2020.
27. ↑  «Los Fittipaldi, una dinastía en la Fórmula 1». La Nación. 4 de diciembre de 2020. Consultado el 4 de diciembre de 2020.
28. ↑  «BREAKING: Hamilton ruled out of Sakhir Grand Prix after testing positive for Covid-19». Fórmula 1 (en inglés). Formula One World Championship Limited. 1 de diciembre de 2020. Consultado el 1 de diciembre de 2020.
29. ↑  «George Russell to replace Hamilton at Mercedes for Sakhir Grand Prix». Fórmula 1 (en inglés). Formula One World Championship Limited. 2 de diciembre de 2020. Consultado el 2 de diciembre de 2020.
30. ↑  «F2 racer Jack Aitken to make F1 debut with Williams at Sakhir Grand Prix, replacing Russell». Fórmula 1 (en inglés). Formula One World Championship Limited. 2 de diciembre de 2020. Consultado el 2 de diciembre de 2020.
31. ↑  «2020 SAKHIR GRAND PRIX 3 - 6 December 2020» (PDF). Fédération Internationale de l'Automobile (en inglés). 3 de diciembre de 2020. Consultado el 16 de junio de 2021.
32. 1 2  «Baréin 2020 - Campeonato • STATS F1». STATS F1. Consultado el 6 de mayo de 2021.
33. ↑  «2020 BAHRAIN GRAND PRIX – PREVIEW». Pirelli & C. S.p.A. (en inglés). 23 de noviembre de 2020. Consultado el 30 de noviembre de 2020.
34. ↑  «FP1: Russell impresses with quickest time on first Mercedes outing as drivers get to grips with Bahrain's Outer Loop». Fórmula 1 (en inglés). Formula One World Championship Limited. 4 de diciembre de 2020. Consultado el 6 de diciembre de 2020.
35. ↑  Nugnes, Franco (4 de diciembre de 2020). «F1, SAKHIR, LIBERE 1: RUSSELL SI PRESENTA E FA SCINTILLE!». Motorsport Italia (en italiano). Motorsport Network. Consultado el 6 de abril de 2024.
36. ↑  «FP2: Mercedes sub Russell beats Verstappen to complete clean sweep on Friday at Sakhir GP». Fórmula 1 (en inglés). Formula One World Championship Limited. 4 de diciembre de 2020. Consultado el 6 de diciembre de 2020.
37. ↑  Nugnes, Franco (4 de diciembre de 2020). «F1, SAKHIR, LIBERE 2: RUSSELL CI PRENDE GUSTO». Motorsport Italia (en italiano). Motorsport Network. Consultado el 6 de abril de 2024.
38. ↑  «Fittipaldi, penalità in griglia». Formula Passion (en italiano). 5 de diciembre de 2020. Consultado el 6 de abril de 2024.
39. ↑  «FP3: Verstappen beats Bottas to top final Sakhir practice as Vettel's session ends early». Fórmula 1 (en inglés). Formula One World Championship Limited. 5 de diciembre de 2020. Consultado el 6 de diciembre de 2020.
40. ↑  Nugnes, Franco (5 de diciembre de 2020). «F1, SAKHIR, LIBERE 3: VERSTAPPEN PRENDE IL CONTROLLO». Motorsport Italia (en italiano). Motorsport Network. Consultado el 6 de abril de 2024.
41. ↑  «FORMULA 1 ROLEX SAKHIR GRAND PRIX 2020 - PRACTICE 1». Fórmula 1 (en inglés). Formula One World Championship Limited. Consultado el 4 de diciembre de 2020.
42. ↑  «FORMULA 1 ROLEX SAKHIR GRAND PRIX 2020 - PRACTICE 2». Fórmula 1 (en inglés). Formula One World Championship Limited. Consultado el 4 de diciembre de 2020.
43. ↑  «FORMULA 1 ROLEX SAKHIR GRAND PRIX 2020 - PRACTICE 3». Fórmula 1 (en inglés). Formula One World Championship Limited. Consultado el 5 de diciembre de 2020.
44. ↑  Muñoz, Jesús (5 de diciembre de 2020). «Bottas se destapa 'a lo Hamilton' y logra la Pole en Sakhir». SoyMotor. Consultado el 12 de junio de 2021.
45. ↑  «F1 Gran Premio de Sakhir, en directo | Clasificación de F1, en vivo». Mundo Deportivo. 5 de diciembre de 2020. Consultado el 12 de junio de 2021.
46. ↑  Lillo, Sergio (5 de diciembre de 2020). «Bottas le quita una pole de locura a Russell y Verstappen en Sakhir». Motorsport. Motorsport Network. Consultado el 12 de junio de 2020.
47. ↑  «FIA post-qualifying press conference – Sakhir». Fórmula 1 (en inglés). Formula One World Championship Limited. 5 de diciembre de 2020. Consultado el 22 de junio de 2021.
48. ↑  «Bottas, Russell y Verstappen hablan sobre la calificación del GP de Sakhir». Tercer Equipo. 5 de diciembre de 2020. Consultado el 7 de diciembre de 2020.
49. ↑  «Bottas breaks Lauda's 46-year-old record as Mercedes pair are closest team mates in qualifying · RaceFans». RaceFans (en inglés británico). 5 de diciembre de 2020. Consultado el 7 de diciembre de 2020.
50. ↑  Cooper, Adam (5 de diciembre de 2020). «Fittipaldi set for back of grid start after PU penalties». Motorsport (en inglés). Motorsport Network. Consultado el 5 de diciembre de 2020.
51. ↑  «FORMULA 1 ROLEX SAKHIR GRAND PRIX 2020 - QUALIFYING». Fórmula 1 (en inglés). Formula One World Championship Limited. Consultado el 5 de diciembre de 2020.
52. ↑  «Leclerc, sancionado para el GP de Abu Dhabi de F1». Motorsport. Consultado el 6 de diciembre de 2020.
53. 1 2 3 4 5  «Sakhir Grand Prix 2020 race report & highlights: Sergio Perez takes sensational debut win in Sakhir GP as tyre issues ruin Russell's charge | Formula 1®». Formula 1 (en inglés). Consultado el 6 de diciembre de 2020.
54. ↑  «Sakhir 2020 - Vuelta por vuelta • STATS F1». STATS F1. Consultado el 2 de mayo de 2021.
55. ↑  «Historico: Checo Pérez ganó el GP de Sakhir». Infobae. 6 de diciembre de 2020. Consultado el 6 de diciembre de 2020.
56. 1 2  «Sakhir 2020 • Clasificación • STATS F1». STATS F1. Consultado el 2 de mayo de 2021.
57. ↑  «Mercedes handed €20,000 fine for Russell tyre mix-up in Sakhir Grand Prix». Fórmula 1 (en inglés). Formula One World Championship Limited. 6 de diciembre de 2020. Consultado el 6 de diciembre de 2020.
58. 1 2  «FIA post-race press conference - Sakhir». Fórmula 1 (en inglés). Formula One World Championship Limited. 6 de diciembre de 2020. Consultado el 6 de diciembre de 2020.
59. ↑  Molina, Sandra (6 de diciembre de 2020). «Esteban Ocon: "Lo logramos, estamos en el podio y es una sensación fantástica"». F1 al Día (en inglés). Consultado el 6 de diciembre de 2020.
60. ↑  Smith, Luke (6 de diciembre de 2020). «Russell: Losing victory twice in Bahrain "really bloody hurt"». Motorsport (en inglés). Motorsport Network. Consultado el 14 de diciembre de 2020.
61. ↑  Smith, Luke (8 de diciembre de 2020). «Mercedes impressed by how Russell handled pressure». Motorsport (en inglés). Motorsport Network. Consultado el 14 de diciembre de 2020.
62. ↑  Noble, Jonathan (9 de diciembre de 2020). «Williams "missed" Russell's guidance in Sakhir GP». Motorsport (en inglés). Motorsport Network. Consultado el 14 de diciembre de 2020.
63. ↑  «Wolff to talk with Bottas after failing to ‘shine’». PlanetF1 (en inglés). 7 de diciembre de 2020. Consultado el 14 de diciembre de 2020.
64. ↑  Smith, Luke (6 de diciembre de 2020). «Mercedes reveals radio failure led to Russell tyre mix-up». Motorsport (en inglés). Motorsport Network. Consultado el 14 de diciembre de 2020.
65. ↑  Noble, Jonathan (8 de diciembre de 2020). «Ricciardo: We shouldn't have let Perez win Sakhir GP». Motorsport (en inglés). Motorsport Network. Consultado el 14 de diciembre de 2020.
66. ↑  «Francia 1974 • Vueltas rápidas • STATS F1». STATS F1. Consultado el 2 de mayo de 2021.
67. ↑  «DRIVER OF THE DAY: Russell’s unforgettable Mercedes debut gets your vote». Fórmula 1 (en inglés). Formula One World Championship Limited. 6 de diciembre de 2020. Consultado el 30 de junio de 2021.
68. ↑  «2020 DHL Fastest Pit Stop Award». Fórmula 1 (en inglés). Formula One World Championship Limited. Consultado el 30 de junio de 2021.
69. 1 2 3 4  «Sakhir 2020 - Campeonato • STATS F1». STATS F1. Consultado el 11 de enero de 2021.
70. ↑  «FORMULA 1 ROLEX SAKHIR GRAND PRIX 2020 - RACE». Fórmula 1 (en inglés). Formula One World Championship Limited. Consultado el 6 de diciembre de 2020.
71. ↑  «Racing Point deducted 15 points and fined heavily as Renault protest into car legality upheld». Fórmula 1 (en inglés). Formula One World Championship Limited. 7 de agosto de 2020. Consultado el 16 de junio de 2021.

- Datos: Q98754976
- Multimedia: 2020 Sakhir Grand Prix / Q98754976